# Mindrolling kolostor
A Mindrolling kolostor (tibeti: སྨིན་གྲོལ་གླིང་དགོན་པ་) a tibeti buddhista nyingma iskola hat fő kolostora közül az egyik. Rigzin Terdak Lingpa alapította 1676-ban. Tendrak Lingpa átadási vonala a nyo vonal. A Mindrolling kifejezés jelentése „a tökéletes emancipáció helyszíne”. A Kínában a Tibeti Autonóm Terület, Sannan prefektúra, Csanang megyében található kolostor mintegy 43 kilométerre van keletre a fővárostól, Lhászától, a Cangpo-folyó déli partján.

## Története

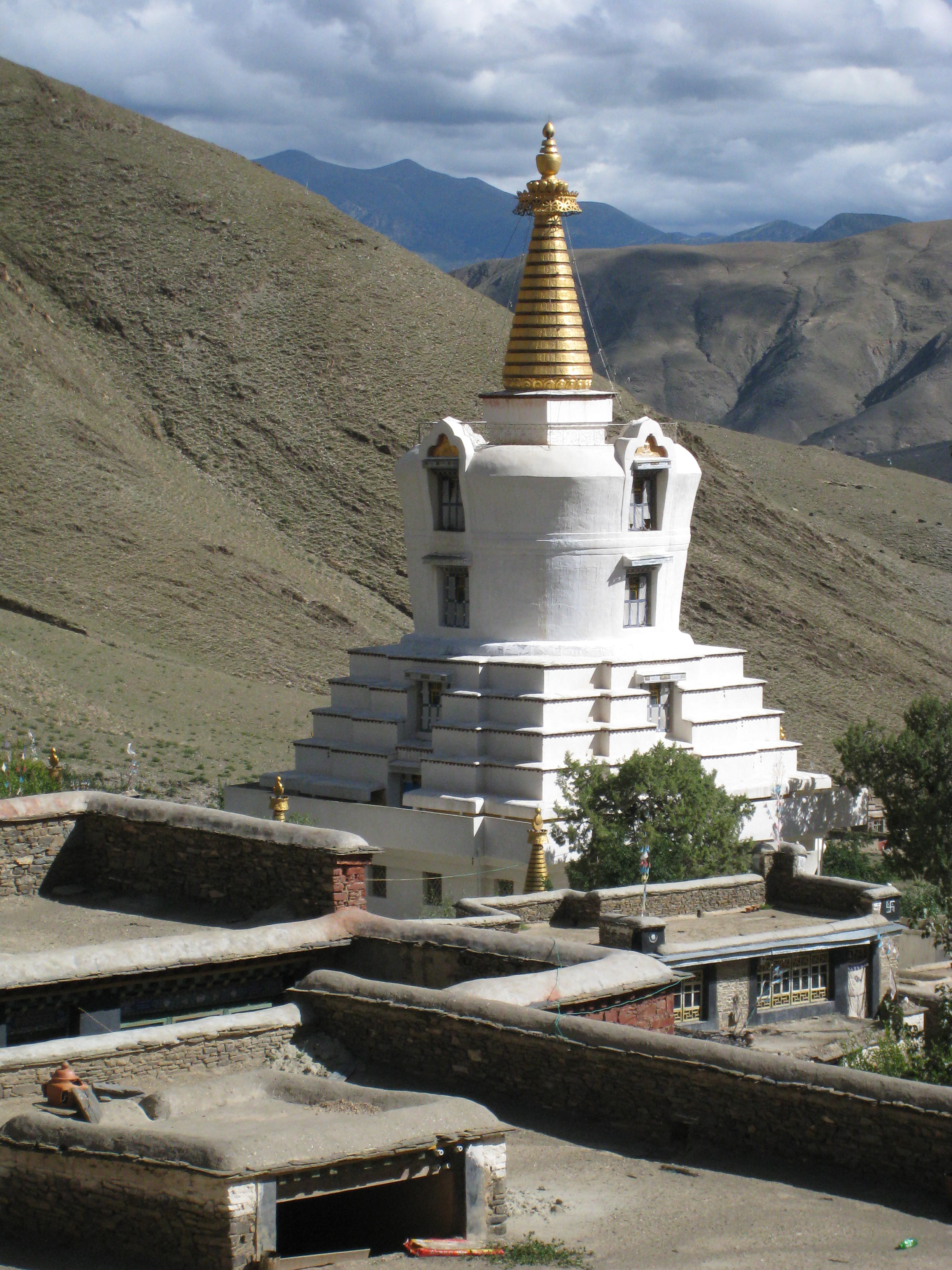
A kolostorban álló sztúpa.

A Mindrolling kolostor súlyosan megrongálódott az 1718-as mongol hadjárat során. A 7. dalai láma (1708-1757) idején újból felépítették. Az építkezést Dungszaj Rincsen-namgyel és Dzsecunma Mingyur Paldron, Terdak Lingpa fia és lánya felügyelte.
Az egyházi egyetemén közel 300 évig tanítottak nyingma tudósok és jógik Tibet minden területéről.
A Mindrolling kolostorban különleges hangsúlyt fektettek a buddhista szövegek tanulmányozására, a csillagászatra, a tibeti holdnaptárra, a kalligráfiára, a retorikára és a hagyományos tibeti orvoslásra. A szerzetesek (bhikkhu) hagyományosan tizenhárom fő nyingma szútrát és tantra szöveget tanulmányoztak és különböző terma hagyományokhoz tartozó gyakorlatokat végeztek, főleg a Terdak Lingpa vonalból.
Az 1959-es kulturális forradalom előtt mintegy 300 szerzetes élt a kolostorban. A forradalom idején kisebb károkat elszenvedett a Mindrolling, ám korántsem olyan mértékűt, mint például a Ganden. Mindazonáltal a helyreállítása még tart.

## Az indiai Mindrolling kolostor

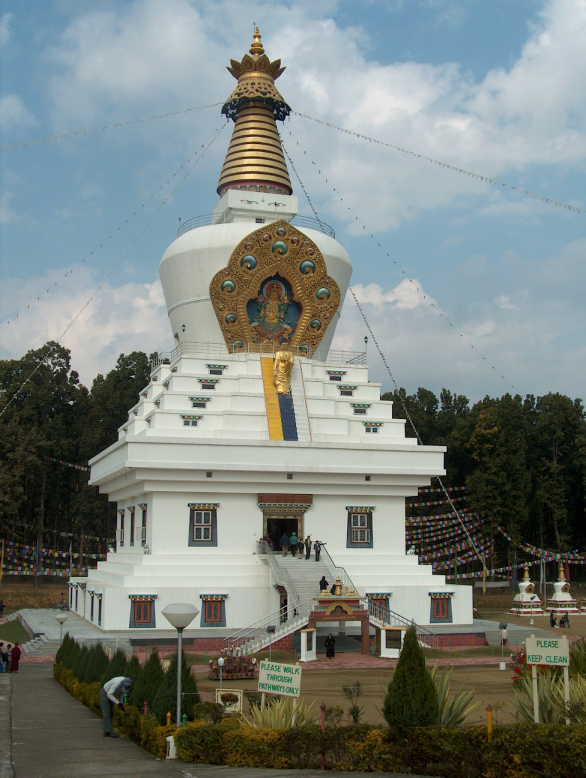
Az új alapítású, indiai Mindrolling kolostor sztúpája, Clement Town, Dehradún.

1965-ben Khocshen rinpocse és szerzetesek egy kis csoportja nekilátott, hogy India területén újra alapítják a Mindrolling kolostort Uttarakhand államban, Clement Town-ban. Ma itt található India egyik legnagyobb buddhista intézménye, a Ngagyur Nyingma főiskola.

## Khocshen rinpocse
1937-ben született Khotrul Dzsurme Dogyud Gyaco rinpocse, más néven Khocshen rinpocse, a kelet-tibeti Gondzso megyében. Kiskorában Namdrol Szangpo rinpocse reinkarnációjának tartották. Rinpocse buddhista filozófiát, szútra és tantra szövegeket, kalligráfiát, szertartásokat stb. tanult. Olyan mesterektől kapott alapvető tanításokat, mint Dzongszar Kjence Csokji Lodroe, Minling Csung rinpocse és a 8. Minling Kencsen rinpocse. Rinpocse több mint tíz évet töltött a Mindrolling kolostorban az 1959-es kommunista megszállás előtt.
A megszállás után, 22 éves korában Indiába menekült a mindrolling tricsen rinpocse kíséretével együtt. 1965-ben ő választotta ki a Dehradún közelében lévő területet az új Mindrolling kolostor új helyszínének. 1976-ban felkérték, hogy vállalja el az intézmény vezetését. Ő alapította meg továbbá a Ngagyur Nyingma főiskolát (haladó buddhista tanulmányok intézete) 1991-ben, amely egy kilencéves kurzus. A kolostor közelében épült egy 57 méter magas sztúpa, amelyet 2002-ben avattak fel és a világbékének ajánlották fel.
2005-ben Kocshen rinpocse alapított egy új Mindrolling ágba tartozó kolostort Delhiben, ahol húsz szerzetes végez púdzsá gyakorlatokat. 2007 márciusában egy újabb Mindrolling vonalhoz tartozó kolostort is átadtak Kelet-Indiában, Nyugat-Bengál államban, Dardzsiling körzetben, Kalimpong településen, ahol több minden mellett egy klinika is épült.
Tajvanban is több Mindrolling dharma központot alapítottak Tajpej, Csang Hua, Tajcsung és Kaohszing városokban.